# عبدالله معیوف
عبدالله معیوف (انگلیسی: Abdullah Mayouf؛ زادهٔ ۳ دسامبر ۱۹۵۳) بازیکن سابق فوتبال اهل کویت است.
وی عضو تیم ملی فوتبال کویت در جام جهانی فوتبال ۱۹۸۲ بوده است.